# پل کالین (هنرمند)
پل کالین (27 ژوئن 1892 - 18 ژوئن 1985) متولد نانسی، فرانسه، در نوژان-سور-مرن درگذشت. کالین تصویرگر ماهر پرکار پوسترهای هنرهای تزئینی بود. او برادر الکساندر ماری کالین بود . 
پل کالین یک هنرمند حرفه ای، صحنه نگار، طراح گرافیک و نقاش تئاتر بود. او در دکورهای تئاتر، طراحی کتاب و طراحی لباس تخصص داشت. او در طول زندگی خود بیش از 1900 پوستر خلق کرد و بیش از 40 سال در تئاتر کار کرد. او به دلیل ترکیب کامل تم های ارگانیک و گرافیکی با فرم های هندسی مورد ستایش قرار گرفت. او تحت تأثیر سوررئالیسم و کوبیسم قرار گرفت و معمولاً از اشکال بسیار اغراق‌آمیز، رنگ‌های چشمگیر و اشکال هنری بسیار شیک در کار خود استفاده می‌کرد. او از پالت رنگی بزرگی برای تأکید بر انرژی و معنای منتقل شده توسط سوژه هایش استفاده کرد و هنر او به شدت به سبک جنبش آرت دکو است. بسیاری از مشهورترین تصویرسازی های او برای موسیقی و تئاتر عصر جاز خلق شدند. طراحی های او شامل عناصر جاز، رنگ های جسورانه و چشمگیر، کوبیست و سوررئالیست است. انسان نماهای بسیار سبک یا کاریکاتوری شده به طرز عجیبی با اشیاء هندسی همپوشانی مانند کلاژهای کوبیستی در کنار هم قرار می گیرند. سابقه خود در نقاشی و عشقش به تئاتر به او کمک کرد تا به یکی از مهم ترین هنرمندان پوستر فرانسوی در دهه های 1920 و 1930 تبدیل شود.
کالین پوسترهایی را برای هنرمندان و تئاترهایی مانند Folies Bergères ، Moulin Rouge و Champs Elysees Theatre طراحی کرد. علاوه بر این، او برای جشنواره ها، نمایشگاه ها، محصولات و شرکت های مختلف پوستر تولید می کند. به عنوان مثال، او برای فیلم‌های فرانسوی مانند Le Voyage Imaginaries پوستر طراحی کرده است و طراحی صحنه و لباس برای تئاتر تولید کرده است. او بیش از 40 سال است که مهارت های خود را در مدرسه هنرهای گرافیکی "Ecole Paul Colin" در پاریس تدریس می کند که بسیاری از گرافیست ها و طراحان از آن بهره برده اند.
او استاد نقاش فیلیپ دروم و دو هنرمند پوستر Lefor-Openo بود
یک پوستر قدیمی از خواننده و ستاره برادوی آدلاید هال توسط پل کالین که در سال 1929 برای بلک بردز در مولن روژ تبلیغ می کرد ، در 2 اکتبر 2003 در گالری Swann Auction در نیویورک به قیمت 167500 دلار فروخته شد.  این فروش نشان دهنده رکورد بالایی برای پوستر اصلی پل کالین بود.

## بیوگرافی
پل کالین استاد پوستر آرت دکو بود. او با خلق بیش از 1900 پوستر یکی از مهم ترین گرافیست های زمان خود بود و در طراحی کتاب، دکور تئاتر و لباس استاد بود. او در 15 سالگی و در سنین نوجوانی در چاپخانه ای در نانسی شاگردی کرد، سپس در سال 1913 وارد مدرسه هنرهای زیبا شد . مدرسه هنرهای زیبا در پاریس توسط وزیر لوئی چهاردهم تأسیس شد. ، ژان باپتیست کولبر در سال 1671 به عنوان مدرسه هنرهای زیبا. برای دانش آموزانی که از طریق آزمون های رقابتی انتخاب می شوند، شهریه در نقاشی، مجسمه سازی و حکاکی ارائه می دهد. او در مدرسه به موفقیت های تحصیلی زیادی دست یافت. بعدها، او ابتدا با کمک یوجین والین ، طراح و معمار مشهور مبلمان و ویکتور پروو ، مجسمه‌ساز، نقاش و حکاکی وارد دنیای هنر شد. او معلم بورژوا لوئیز ، هنرمند اینستالیشن است.  و او برادر الکساندر ماری کالین است  در طول سالها، کالین سبک آرت دکو را با سبک متمایز خود تنظیم کرد و با درک خود از نمادگرایی و انتزاع تکامل یافت. او با روشی فریبنده و ساده که در آن آثارش را به تصویر می‌کشید، سرآمد بود. او در طول زندگی حرفه‌ای خود، ده‌ها پوستر را برای هنرمندان در رسانه‌های مختلف طراحی کرد که منعکس‌کننده تاریخ تجارت نمایشی پاریس و زندگی عمومی او در طول زندگی‌اش بود. و تئاتر تصاویر جسورانه، خطوط تمیز قوی و رنگ‌های درخشان او از ویژگی‌های بارز کار او هستند و مهارت‌های ارتباط بصری فوق‌العاده‌اش را به نمایش می‌گذارند. در این میان، پوسترهای او Revue Negre و Tumult Noir به دلیل رنگ‌های پر جنب و جوش و خطوط قوی که استعداد خارق‌العاده‌ای را به نمایش می‌گذارند در سطح بین‌المللی شناخته می‌شوند. از این نوازندگان و رقصندگان.

## آثار هنری

### غوغای سیاه
قهرمان فیلم غوغای سیاه  ژوزفین بیکر است. در سال 1925، ژوزفین بیکر 19 ساله اولین حضور خود را روی صحنه تئاتر شانزلیزه در پاریس انجام داد و باعث ایجاد حس و حال شد. 
پس از وحشت جنگ جهانی اول، شیفتگی به آفریقا و جنون جاز آمریکایی پاریس را فرا گرفت و "جنگل سیاه" بسیار محبوب بود. با استفاده از این اشتیاق، بیکر جوان از نیویورک برای بازی در بررسی سیاهپوستان دعوت شد. اولین کار او موفقیت بزرگی بود و به زودی توسط Folies Bergère دعوت شد، جایی که اجرای امضای او رقصی بود که در آن او فقط یک گروه موز می پوشید.  چاپ‌های دیگر این مجموعه، اجراکنندگان مختلفی از طنز را نشان می‌دهند، از جمله یک اثر دو ورقی که ارکستری را در حال اجرا در برابر منظره شهری آرت دکو و پاریسی‌ها در حال رقص چارلستون در خلسه به تصویر می‌کشد. غوغای سیاه بر روی سنگ نقاشی شد و سپس با استفاده از روشی محبوب و زمان‌بر که در آن زمان به نام pochoir شناخته می‌شد، با دست رنگ شد. این فرآیند شامل استفاده از شابلون های مجزا و پوم پوم های موی مخصوص برای هر رنگ بود. غوغای سیاه یک دستاورد قابل توجه در آرت دکو و طراحی گرافیک است، سبکی که نام خود را از نمایشگاه هنرهای تزئینی پاریس در سال 1925 گرفته است. این مجموعه همچنین دارای عناصر متاثر از هنرمندانی مانند نقاش کوبیست فرناند لژر و هنرمند مکزیکی الاصل میگل کوواروبیاس است.
غوغای سیاه روح بیان بی بند و باری را که ژوزفین بیکر در طول زندگی حرفه ای خارق العاده خود به نمایش گذاشت تجلیل می کند. با نمایش ادای احترام پل کالین به هنرمندان بزرگ آفریقایی-آمریکایی که عصر جاز را به پاریس آوردند، نه تنها ژوزفین بیکر، بلکه عشق چارلستون و جاز در فرانسه و تأثیر عظیم این هنرمندان بر فرهنگ عامه فرانسه در فرانسه را تجلیل می کند. دهه 1920

### Revue Nègre
این پوستر که شروع کار جوزفین بیکر و پل کالین است، یکی از بهترین آثار هنر تزئینی در رسانه است و تأثیر زیادی در زمینه هنر پوستر داشته است. این پوستر ژوزفین بیکر را با لباس سفید تنگ، مشت‌ها روی باسن و موهای کوتاه به عقب نشان می‌دهد که بین دو مرد سیاه‌پوست ظاهر می‌شود که یکی کلاهی روی چشمانش کج کرده و یک پاپیون چهارخانه بر سر دارد و دیگری با لبخندی پهن. این اثر یکی از بزرگترین موفقیت های آرت دکو است، زیرا تحریف کوبیسم به طرز تحسین برانگیزی ریتم جاز را که در آن زمان در فرانسه جدید بود، ارائه می دهد. 
Revue Nègre رویداد مهمی در زندگی پاریس در زمان جنگ بود. این منجر به کشف جاز، تهاجم جنون رنگارنگ و تبدیل شدن چارلستون به شیک ترین رقص پاریس شد. شکوه جوزفین بیکر و پل کالین را به وجود آورد. پل کالین اولین شاهکار خود را با تحسین برانگیز انجام داد، کاری که در آن تنها دو رنگ اصلی وجود دارد، قرمز و مشکی، و دو کاریکاتور از سیاه پوستان را با چشمانی مانند توپ بیلیارد نشان می دهد و در پشت آنها خانم بیکر تاب می خورد. حروف به خوبی توزیع شده نیز واضح و مدرن است. این یک قطعه بسیار ساده و در عین حال تازه و شاد است. این یک دعوت کامل به سالن کنسرت است و به عنوان یک اجرای آزمایشی، یک قلم مو استادانه است.

## تحصیلی و شغلی
در سال 1923، پل کالین با آندره داون ، کارگردان جدید تئاتر شانزه لیزه، که به دنبال استعدادها و نمایش های جدید بود، ملاقات کرد. کالین دو سال بعد اولین پوستر خود را برای فیلم Imaginary Journey Voyage طراحی کرد و در همین حین کار برای ژوزفین بیکر را در همان سال آغاز کرد. کالین در کار خود برای غوغای سیاه عصر جاز در پاریس را به تصویر کشید. این پوستر بود که او را به شهرت رساند و آثار دیگری را به سبک امضای خود خلق کرد. سپس به طراحی صحنه تئاتر و فیلم پرداخت که باعث شهرت او در سراسر پاریس شد. پل کالین مدرسه پوستر خود را در سال 1930 تأسیس کرد که بسیاری از طراحان با استعداد را برای آینده تربیت کرد. پل کالین تا دهه 1970 کار می کرد. او بیش از 40 سال در تئاتر کار کرد و نزدیک به 2000 پوستر و صدها صحنه را خلق کرد
- مشارکت‌کنندگان ویکی‌پدیا. «Paul Colin (artist)». در دانشنامهٔ ویکی‌پدیای انگلیسی، بازبینی‌شده در ۱۵ مه ۲۰۱۷.